# Szergej Vlagyimirovics Polunyin
Szergej Vlagyimirovics Polunyin (oroszul: Серге́й Влади́мирович Полу́нин; ukránul: Сергій Володимирович Полунін, Szerhij Volodimirovics Polunyin; Herszon, 1989. november 20. –) orosz balett-táncos, modell, színész.

## Életútja
1989. november 20-án született Ukrajna egyik kikötővárosában, Herszonban. Szülei: Halina Polunyina, Vlagyimir Polunyin. Pályája kezdetén szertornázott, majd oktatói javaslatára nyolcévesen balettre váltott. Tanulmányait a herszoni Juventa tánciskolában, majd a kijevi balettintézetben végezte, ahonnan 13 évesen felvételt nyert a londoni The Royal Ballet Schoolba. Évfolyamelsőként osztályokkal feljebb léptették, és másodévesként már szóló- és főszerepeket kezdett tanulni. 2009-től szólótáncos (premier danseur), majd egy évvel később a Királyi Balett legfiatalabb (19 évesen) vezető táncosává (danseur étoile) léptették elő. 2012-ben túlterheltségre hivatkozva kilépett a társulatból (döntésének hátterében magánéleti nehézségek, drogfüggőség stb. álltak), és tetováló szalont létesített egy barátjával. Később amerikai tervei meghiúsulását követően visszatért Oroszországba, ahol karrierjét újraépítve előbb a nagy balett televíziós tehetségkutatóban mutatkozott be, s azt férfi szólótáncos kategóriában meg is nyerte, majd ezt követően két évig a volt Szovjetunió jelentősebb színpadain lépett fel a (Igor Zelenszkij művészeti vezetésével működő) Moszkvai Sztanyiszlavszkij Zenei Színház tagjaként. 2015-ben Take Me to Church című számra készült videójával újabb sikert aratott. 2016-ban mutatták be az életéről szóló (BBC) dokumentumfilmet, A táncost (The Dancer). 2016-tól vendégművészként szerepeket vállalt a müncheni Bayerischen Staatsballettben. 2017-ben létrehozta a Project Polunint. Táncos karrierje mellett számos nagy divatház, illetve márka kampányában (pl.: Dior; Marc Jacobs; Diesel; H&M) szerepelt, valamint 2017-ben (mellék)szereplőként (pl. Andrényi Rudolf gróf megformálójaként) filmekben is debütált.
Olyan, a rutint elutasító, zsigeri művész, aki elsősorban a kanonikus-romantikus balettekben (A hattyúk tavától a Manonon és kedvenc darabján, a Giselle-en át a Mayerlingig) hat(ott) fölvillanyozóan sallangtalanságával, manírmentességével, robbanékonyságával. És mindazzal, ami taníthatatlan: arányérzék, muzikalitás, a nüanszok iránti érzékenység (pazar kar- és kézmunka), stílus, elegancia. Bámulatos, hogy tavaly a Sztanyiszlavszkij Színházban is eltáncolt Giselle-ben (a címszereplő Oszipovával) mennyire más, mint nem sokkal előtte a Scalában…
2022 márciusában a Dubajban tartózkodó művész Achilles-ín-szakadást szenvedett, és lemondta 2022. április elejére tervezett milánói fellépését.
Polunyin arról is ismert, hogy Vlagyimir Putyin rajongója, akinek arcképét a mellkasára tetováltatta. Szülővárosa, Herszon volt az első nagy ukrajnai város, amelyet a 2022-es orosz invázió idején elfoglalt az orosz haderő.

## Családja
2019-től egy párt alkotnak Jelena Ruszlanovna Iljinih orosz jégtáncossal, első közös gyermekük 2020 januárjában született.

## Fontosabb színpadi szerepei
- Farkas (Péter és a farkas)
- Siegfried herceg (A hattyúk tava)
- Frantz (Coppélia)
- Ali (A kalóz)
- Basilio (Don Quijote)
- Désiré herceg (Csipkerózsika)
- Herceg (Hamupipőke)
- Diótörő (Diótörő)
- Albrecht (Giselle)
- Solor (La Bayadère)
- Aminta (Sylvia)
- Des Grieux lovag (Manon)
- Rudolf trónörökös (Mayerling)
- Spartacus (Spartacus)

## Filmográfia[20]
- A táncos (2016)[21]
- Gyilkosság az Orient expresszen (2017)[22]
- Vörös veréb (2018)[23]
- Rudolf Nurejev élete (2018)[24]
- A Diótörő és a négy birodalom (2018)[25]

## Díjak, elismerések
- Nemzetközi Balett Verseny – Serge Lifar díj (2002; 2006)
- Prix de Lausanne (2006)
- Youth America Grand Pix (YAGP) (2007)
- Az év fiatal táncosa – Egyesült Királyság (2007)
- A legjobb férfi táncos – Egyesült Királyság (2010)
- A legjobb klasszikus férfi táncos – Egyesült Királyság (2011)
- Az Orosz Big Ballet (tehetségkutató tv show) nyertese – szóló férfi táncos kategória (2012)
- Az év férfija – British GQ (2017)